# Sancton
Sancton är en ort och civil parish i Storbritannien.   Den ligger i kommunen East Riding of Yorkshire och riksdelen England, i den sydöstra delen av landet, 260 km norr om huvudstaden London. Sancton ligger 51 meter över havet och antalet invånare är 286.
Terrängen runt Sancton är platt, och sluttar västerut. Runt Sancton är det ganska tätbefolkat, med 139 invånare per kvadratkilometer. Närmaste större samhälle är Beverley, 13,7 km öster om Sancton. Trakten runt Sancton består till största delen av jordbruksmark.